# Мемфис Тайгерс
Мемфис Тайгерс (англ. Memphis Tigers) — команда, представляющая университет Мемфиса в соревнованиях первого дивизиона NCAA. Являются членами Американской спортивной конференции.

## Происхождение названия
Когда в конце 1912 года у Мемфиского университета появилась команда по американскому футболу, не было придумано ни одного подназвания команды. На соревнованиях команда называлась Blue and Gray Warriors.
После последней игры в сезоне 1914 года был проведён студенческий парад. Во время него, несколько студентов сказали: Мы боремся как тигры!. Таким образом и появилось прозвище Тигры (англ. Tigers). Со временем «тигры» стало всё больше использоваться в университетских газетах, но никак не воспринимались городской прессой. Они ещё долгое время называли команду Мемфиского университета «Сине-серыми вои́нами».
Будучи под руководством тренера Лестера Барнара в 1922 году было принято подназвание «Тайгерс», а также был придуман девиз: Каждый человек - тигр., который помог команде набрать в сезоне 174 очка, при этом пропустив всего лишь 29. Тигр быстро стал всеобщим талисманом в кругу студентов университета и в 1939 году Тигр был объявлен официальным талисманом университета.

## Талисман
Официальным талисманом команды является живой бенгальский тигр ТОМ III. Мемфис Тайгерс являются одной из нескольких университетских команд в США, имеющей живого талисмана

## Виды спорта
Всего Мемфис Тайгерс участвует в 18 видах спорта: 9 мужских и 9 женских.

| Мужские виды спорта - бейсбол - баскетбол - Cross Country - американский футбол - Гольф - Стрельба - Футбол - Теннис - Лёгкая атлетика | Женские виды спорта - баскетбол - Cross Country - Гольф - Стрельба - Футбол - Софтбол - Бальные танцы - Теннис - Лёгкая атлетика - Волейбол |

## Мужской баскетбол
Самым успешным сезоном в истории мужской баскетбольной команды «Мемфис Тайгерс» был сезон 1972—1973, когда «тигры» вышли в финал турнира NCAA. Тигр, имея в составе Ларри Финча, Ларри Кенона, Ронни Робинсона, Билла Кука и прочих, проиграли в финале «УКЛА Брюинз» с тренером Джоном Вуденом, и будущим игроком НБА Билл Уолтон.
Тигры продолжали радовать болельщиков своей яркой игрой, и в 1985 они дошли до финала четырёх, проиграв в полуфинале команде университета Вилланова, которая выиграла и финал.

### Статистика
|      | В  | П  | Н | ГЗ | ГП |
| ---- | -- | -- | - | -- | -- |
| 2000 | 4  | 2  | 0 | 15 | 8  |
| 2001 | 5  | 9  | 0 | 37 | 39 |
| 2002 | 10 | 7  | 1 | 47 | 33 |
| 2003 | 8  | 8  | 2 | 31 | 29 |
| 2004 | 16 | 4  | 1 | 46 | 15 |
| 2005 | 8  | 8  | 2 | 46 | 28 |
| 2006 | 10 | 8  | 0 | 34 | 29 |
| 2007 | 10 | 5  | 4 | 31 | 18 |
| 2008 | 6  | 11 | 2 | 20 | 28 |
| 2009 | 6  | 7  | 2 | 19 | 21 |
| 2010 | 5  | 11 | 1 | 27 | 28 |
| 2011 | 11 | 6  | 1 | 37 | 23 |
| 2012 | 8  | 7  | 3 | 30 | 25 |
| 2013 | 9  | 8  | 1 | 23 | 23 |

## Американский футбол
Команда по американскому футболу появилась в спортивной программе университета в 1912.
После десятилетий, на протяжении которых тигры не входили ни в одну из конференций, команда американскому футболу, до 2013 года входила в Конференцию США, а потом перешла в Американскую спортивную конференцию. По состоянию на 8 декабря 2011, команда находится под руководством Джастина Фонте, заменившего Ларри Портера. Тигры проводят свои матчи на Liberty Bowl Memorial Stadium, вмещающим 62,380 зрителей. На протяжении 2003—2008 годов команда играла в 5 боул-играх в 6 сезонах. В 2005 Тигры выиграли Мотор Сити Боул, имея в составе 4-курсника ДеАнжело Уильямса, лучшего бегущего бека в NCAA, который потом будет задрафтован командой НФЛ «Каролина Пантерз» в 1 раунде.